# Eugène Lintilhac

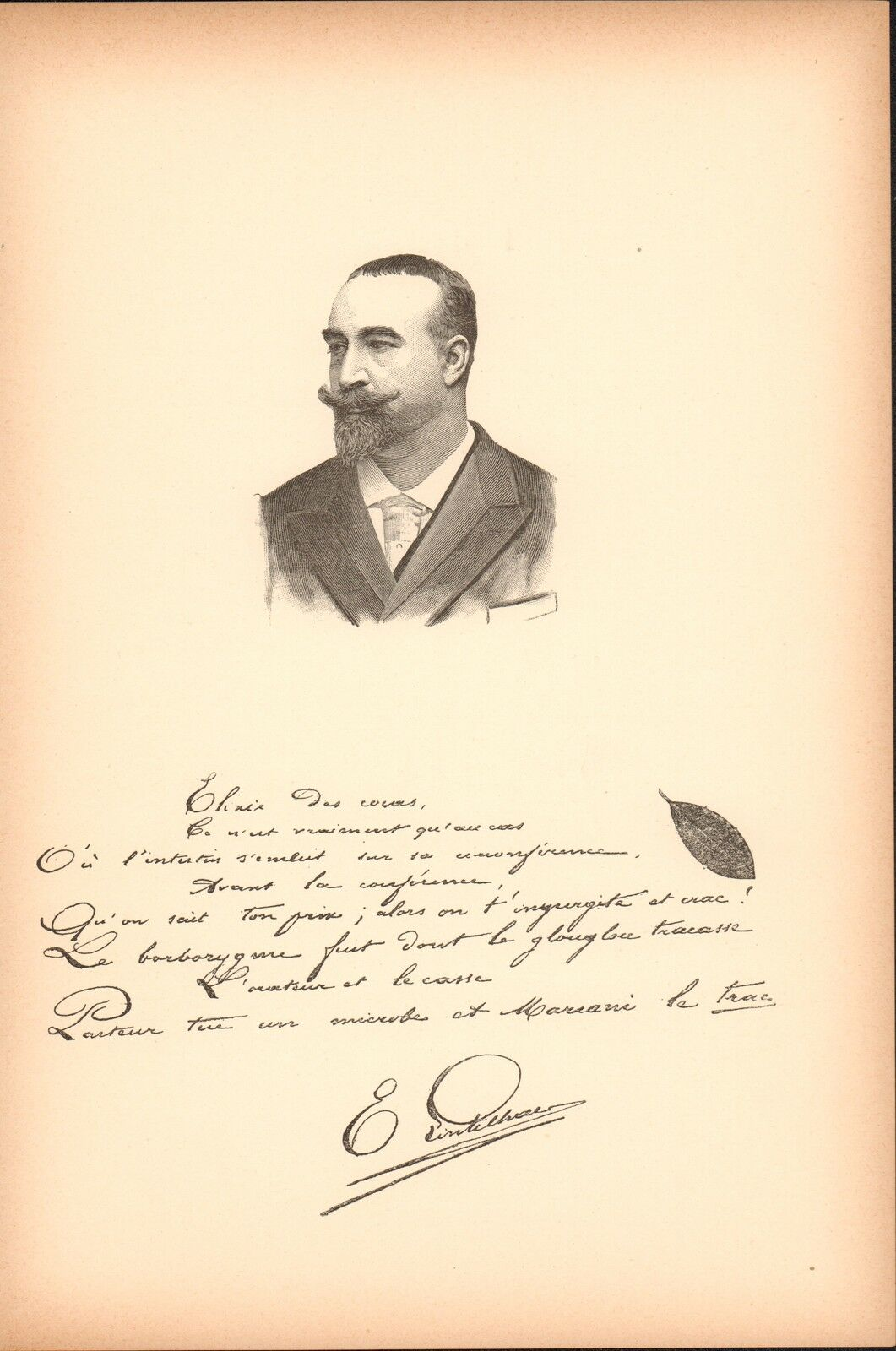
Portrait avec autographe.

Eugène Lintilhac, né le 5 janvier 1854 à Aurillac (Cantal) et mort le 16 juillet 1920 à Neuilly (Hauts-de-Seine), est un homme politique français.
Docteur ès lettres, journaliste, protecteur du mouvement du félibrige, il est remarquable par sa défense de la langue occitane et de son enseignement dès l'école primaire.

## Biographie
Eugène Lintilhac est reçu à l'agrégation de lettres en 1881, puis enseigne en classe de seconde au lycée Condorcet où, en 1886, il a comme élève Marcel Proust. Il est ensuite professeur de rhétorique au lycée d'Aurillac.
Il fait partie du groupe de poètes et de conteurs en occitan aurillacois, avec Arsène Vermenouze, Louïs Abel, l'abbé Gauzeins, curé de Mandailles, Jean Carrère, Félicien Court, Pichot, Henri Delteil.
Lors de la fondation de la société de la Haute-Auvergne, il en est nommé vice-président.
Membre du Parti radical, il est sénateur du Cantal de 1903 à 1920.
Il est inhumé au cimetière Massigoux d'Aurillac.

## Principales publications
- Beaumarchais et ses œuvres, 1887, Paris (réédition Slatkine)

Prix Marcelin Guérin de l’Académie française en 1889
- Précis historique et critique de littérature française, 1890, in-8°, éditions André Guédon, in-8°, 2 volumes, 368 et 462 pp. Tome I : Des origines au XVIIe siècle. Tome II : Du XVIIe siècle à nos jours. Avec un catalogue d'ouvrage à consulter et une méthode pour documenter les questions d'Histoire ou de critique littéraires.
- Lesage, Hachette et Cie, 1893

Prix Montyon de l’Académie française 1894
- Les Félibres, 1895, éditions Alphonse Lemerre, in-12°, 136 p. Première partie - Félibres et Félibrige : L'énigme du Félibrige : les félibres de Paris, Cigaliers et félibres de Paris, le royaume poètique de Sainte-Estelle, le capoulié Félix Gras, Un jour de printemps chez Mistral. Deuxième partie - Théodore Aubanel, La genése du Félibrige et Aubanel, le mouvement de Mistral, Jasmin, l'œuvre d'Aubanel.
- Le Miracle grec d'Homère à Aristote : essai sur l'évolution de l'esprit grec et sur la genèse des genres classiques, 1895, imprimerie Cerf, Versailles, plaquette 45 pp. + table
- Conférences dramatiques tenues à l'Odéon (1888-1898)

Prix Marcelin Guérin de l’Académie française 1899
- Le Problème de l'enseignement secondaire (pour les pères de famille), 1899, éditions Ollendorff, 126 p.
- Les Origines du théâtre français, Paris, Flammarion,
- Histoire générale du théâtre en France, 1904-1911, 5 volumes, Paris, Flammarion, Tome I : Introduction Générale - Les Origines du Théâtre Français : Drame sacré. - Drame profane., 339 p. Tome II : La Comédie, Moyen Âge et Renaissance, 427 p. Tome III : La Comédie, Dix-septième siècle, 450 p. Tome IV : La Comédie, Dix-huitième siècle, 488 p. Tome V : La Comédie, De la Révolution au Second Empire (Fin de la première partie), 532 p. (1973, réédition slatkine)

Prix Narcisse-Michaut de l’Académie française 1919